# Hodenhagen
Hodenhagen är en kommun och ort i Landkreis Heidekreis i förbundslandet Niedersachsen i Tyskland.
Kommunen ingår i kommunalförbundet Samtgemeinde Ahlden tillsammans med ytterligare fyra kommuner.